# Gute Zeiten, schlechte Zeiten
Gute Zeiten, schlechte Zeiten (afkorting: GZSZ) is een Duitse soapserie van RTL. De serie wordt sinds 1992 uitgezonden tussen 19.40 en 20.15 uur. GZSZ was de allereerste soapserie in Duitsland. Het wordt geproduceerd door Grundy UFA TV Produktions GmbH.

## Voorbereiding
De Australische soapserie The Restless Years, die tussen 1977 en 1981 uitgezonden, werd als voorbeeld gezien voor Gute Zeiten, schlechte Zeiten. Voor de eerste 230 afleveringen werden de Australische scripts bewerkt, maar vanaf aflevering 231 wordt de serie geheel door eigen schrijvers geschreven.
Naast The Restless Years werd ook de Nederlandse soapserie Goede tijden, slechte tijden (die tevens oorspronkelijk was gebaseerd op The Restless Years) als voorbeeld gezien. De serie wordt sinds 1990 uitgezonden door RTL 4 en gebruikte in haar beginjaren ook de scripts van The Restless Years.  Gute Zeiten, schlechte Zeiten gaat ook door in de zomermaanden, in tegenstelling tot GTST.

## Ontwikkeling
Op 16 maart 1992 werd in de UFA-studio's in Berlijn de eerste aflevering van GZSZ opgenomen. Deze aflevering werd op 11 mei 1992 uitgezonden op televisie. In 1995 verhuisde de serie naar Potsdam. Inmiddels zijn er meer dan 4000 afleveringen van de soap uitgezonden. Tussen de opnames en de uitzending op televisie zit altijd zeven weken. De 1500e aflevering, met een gastrol voor oud-bondskanselier Gerhard Schröder, is tot nu toe de bestbekeken aflevering, met 6,73 miljoen kijkers.
De twee acteurs die het langst in de serie gespeeld hebben zijn acteur Frank-Thomas Mende (in de rol van huisvader Clemens Richter) en actrice Lisa Riecken (in de rol van oud-lerares Elisabeth Meinhart). Ook willen beiden hun jarenlange ervaring gebruiken om jonge onervaren acteurs te helpen om een goede acteercarrière op te bouwen. Enkele voorbeelden zijn Jeanette Biedermann, Rhea Harder, Yvonne Catterfeld, Simone Hanselmann, Alexandra Neldel, Oliver Petszokat en Mia Aegerter.
GZSZ dient ook als springplank naar een muzikale carrière, onder andere voor de band Caught in the Act. Later startte ook Jeanette Biedermann en Yvonne Catterfeld een carrière in de muziek. Sinds 2007 heeft ook Jörn Schlönvoigt, die de rol van Philip Höfer speelt, een aantal singles uitgebracht.

## Sfeer

### Vooral jonge personages
De serie draait vooral om een aantal jongeren in Berlijn. Ze volgen het gymnasium, gaan studeren en gaan dan werken in bijvoorbeeld de medische wereld of mode. De personages in de serie worden gevolgd tijdens hun geluksmomenten maar ook tijdens hun mindere momenten. Ook krijgen ze te maken met scheidingen, macht, intriges en affaires. Maar zeker ook criminaliteit, moord en de dood komen voorbij in GZSZ.

### Oudgedienden
De twee oudgedienden van de serie zijn acteur Frank-Thomas Mende en actrice Lisa Riecken: Mende in de rol van leraar Clemens Richter en Riecken in de rol van lerares Elisabeth Meinhart. De twee personages proberen de jongere voor te bereiden op hun toekomst met hun eigen levenservaringen. Sinds 2009 zijn deze twee oudgedienden met elkaar getrouwd. In datzelfde jaar verliet acteur van het eerste uur, Hans Christiani, de serie na zeventien jaar de rol van A.R. Daniël te hebben gespeeld.
Een bijzondere erkenning is er voor acteur Wolfgang Bahro, die sinds 1993 de rol van advocaat Hans-Joachim Gerner speelt. Gerner krijgt het telkens weer voor elkaar om mensen tegen elkaar uit te spelen. Na de geboorte van zijn dochter in 2008 kreeg hij onverwacht bezoek van zijn zoon Dominik, die hij nog nooit gekend had.

## Rolverdeling

### Huidige acteurs
| Acteur/actrice       | Personage                     | Periode                                                        |
| -------------------- | ----------------------------- | -------------------------------------------------------------- |
| Wolfgang Bahro       | Prof. Dr. Hans-Joachim Gerner | 1993-                                                          |
| Anne Brendler        | Vanessa Moreno-Richter        | 1996-1998, 2015                                                |
| Daniel Fehlow        | Leon Moreno                   | 1996-1998, 1999 (gast), 2001-2004, 2005-2007, 2007-2010, 2010- |
| Felix von Jascheroff | John Bachmann                 | 2001-2014, 2015-                                               |
| Ulrike Frank         | Katrin Gerner                 | 2002-2003, 2004-                                               |
| Anne Menden          | Emily Höfer                   | 2004-                                                          |
| Jörn Schlönvoigt     | Philip Höfer                  | 2004-                                                          |
| Janina Uhse          | Jasmin Nowak                  | 2008-                                                          |
| Tayfun Baydar        | Tayfun Badak                  | 2008-                                                          |
| Clemens Löhr         | Alexander Cöster              | 2009-                                                          |
| Thomas Drechsel      | Max Krüger                    | 2009-                                                          |
| Eva Mona Rodekirchen | Maren Seefeld                 | 2010-                                                          |
| Iris Mareike Steen   | Liljane Seefeld               | 2010-                                                          |
| Vincent Krüger       | Vince Köpke                   | 2011-                                                          |
| Mustafa Alin         | Mesut Yildiz                  | 2011-                                                          |
| Elena Garcia Gerlach | Elena Gundlach                | 2013, 2014-                                                    |
| Nadine Menz          | Ayla Özgül                    | 2014-                                                          |
| Linda Marlen Runge   | Andrea Brehme                 | 2013-                                                          |
| Philip Christopher   | David Brenner                 | 2014-                                                          |
| Lea Marlen Woitack   | Sophie Lindh                  | 2014-                                                          |
| Felix van Deventer   | Jonas Seefeld                 | 2014-                                                          |
| Eric Stehfest        | Chris Lehmann                 | 2014-                                                          |
| Valentina Pahde      | Sunny Richter                 | 2015-                                                          |
| Dieter Bach          | Dr. Frederic Riefflin         | 2015-                                                          |

### Originele acteurs
| Acteur/actrice           | Personage          | Periode         | Nederlands personage |
| ------------------------ | ------------------ | --------------- | -------------------- |
| Frank-Thomas Mende       | Clemens Richter    | 1992-2010       | Robert Alberts       |
| Angela Neumann           | Vera Richter       | 1992-1997       | Laura Selmhorst      |
| Andreas Elsholz          | Heiko Richter      | 1992-1996       | Arnie Alberts        |
| Lisa Riecken             | Elisabeth Meinhart | 1992-2010       | Helen Helmink        |
| Eva Probst               | Jessica Naumann    | 1992-1993       | Wil de Smet          |
| Matthias Hinze           | Peter Becker       | 1992            | Peter Kelder         |
| Johannes Baasner         | Dr. Frank Ullrich  | 1992-1993       | Simon Dekker         |
| Sandra Keller            | Tina Ullrich       | 1992-1996       | Linda Dekker         |
| Claudia Weiske           | Elke Opitz         | 1992-1997, 1999 | Annette van Thijn    |
| Natascha Pfeiffer        | Marina Geppert     | 1992-1993       | Myriam van der Pol   |
| Alexander Kiersch        | Patrick Graf       | 1992-1996       | Rien Hogendoorn      |
| Marie-Christine Herriger | Julia Backhoff     | 1992-1993       | Suzanne Balk         |
| Suzanne Ziellenbach      | Lilo Gottschick    | 1992-1993       | Martine Hafkamp      |
| Hans Christiani          | A.R. Daniël        | 1992-2009       | Daniël Daniël        |